# Sajókeresztúr
Sajókeresztúr là một thị trấn thuộc hạt Borsod-Abaúj-Zemplén, Hungary. Thị trấn này có diện tích 16,39 km², dân số năm 2010 là 1507 người, mật độ 92 người/km².